# Boa Sr
Boa Sr (c. 2 de enero de 1925-26 de enero de 2010), también conocida como Chaachii, fue una mujer de origen andamesa, conocida por ser la última hablante del idioma aka-bo, parte de la familia gran andamanés.

## Biografía e importancia
Boa Sr nació alrededor de comienzos de 1925 en las Islas Andamán. Sobrevivió a una epidemia introducida a las islas por los británicos, y a su ocupación por Japón de 1942 hasta 1945. Tras el fallecimiento de sus padres (30 o 40 años antes de su propia muerte), Boa Sr se convirtió en la última hablante de la lengua aka-bo. Durante los años 1970, el gobierno indio transportó todas las tribus adamaneses a la isla del Estrecho, 85 kilómetros al este de Port Blair, la capital de las Islas Andamán, para proteger sus culturas.
Boa Sr no tenía hijos pero hablaba a los otros andamaneses en el idioma Gran andamanés, una mezcla de los diez idiomas de las islas, además en un dialecto andamanés del idioma hindi. Ella cantaba a los pájaros en aka-bo porque creía que eran sus antepasados. 
Boa Sr murió cerca de la medianoche del 26 de enero de 2010, en el hospital de Port Blair. Narayan Choudhury, un lingüista de la Universidad de Jawaharlal Nehru, dijo: «Su pérdida no es solamente la pérdida de la comunidad Gran andamanesa; es una pérdida para varias disciplinas, incluyendo antropología, lingüística, historia, psicología y biología».